# Roterende omvormer

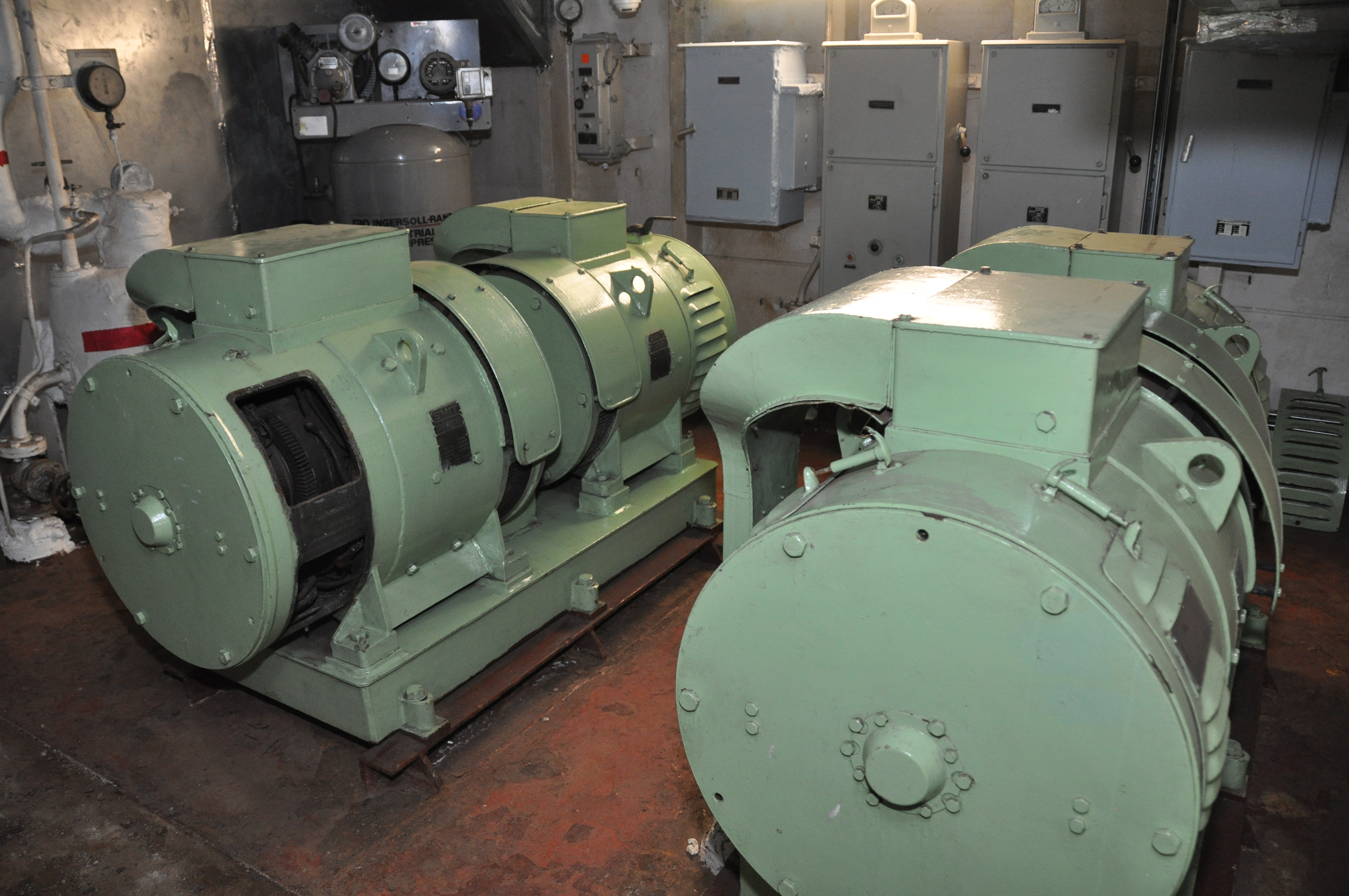
Roterende omvormers aan boord van de SS Rotterdam

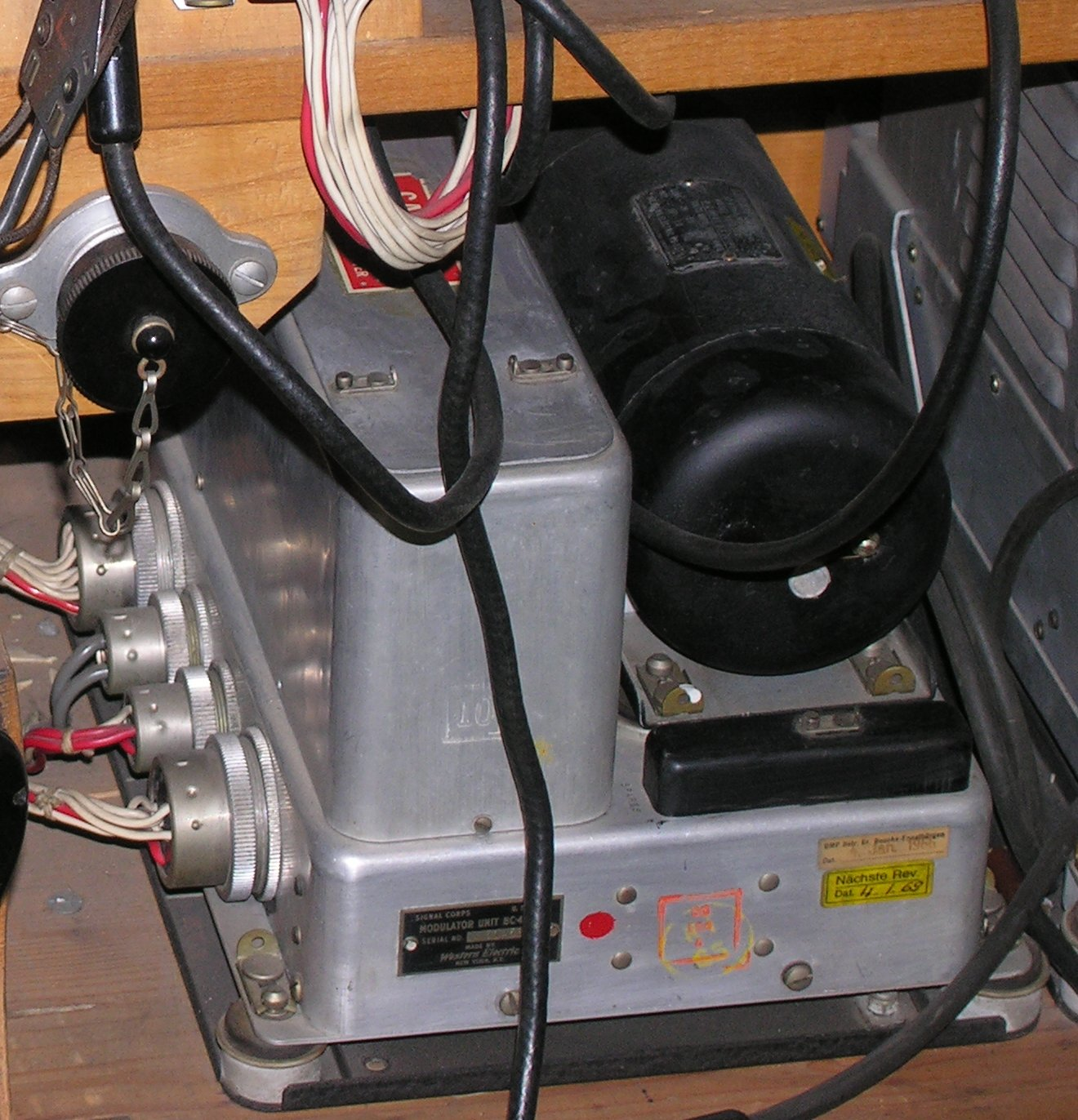
Roterende omvormer in oude radioapparatuur

Een roterende omvormer is een elektromechanische omvormer voor elektrische energie. Een roterende omvormer bestaat uit de combinatie van een elektromotor en een dynamo of alternator als generator die op dezelfde as gekoppeld zijn. Het toestel wordt daarom ook wel dynamotor of motor-generator genoemd. De elektromotor, die gevoed wordt door gelijkstroom of wisselstroom, drijft de generator die daardoor elektriciteit opwekt van de gewenste vorm, gelijk- of wisselstroom, en de gewenste spanning. Hoewel het rendement niet hoog is, kan een roterende omvormer praktisch zijn om gelijkspanning om te zetten naar wisselspanning of naar een hogere gelijkspanning. Ook kan een wisselspanning met behulp van een roterende omvormer worden omgezet naar een wisselspanning met een andere frequentie. Deze omzettingen zijn met een transformator niet mogelijk.
Roterende omvormers met een klein vermogen werden in de jaren 40 tot 70 van de twintigste eeuw toegepast in radiozenders en radio-ontvangers aan boord van vliegtuigen, schepen en voertuigen, om vanuit het boordnet (vaak 12 of 24 volt gelijkspanning) de hoogspanning voor de elektronenbuizen op te wekken. Ook werden ze gebruikt in telefooncentrales voor het opwekken van de wekspanning en de verschillende geluidssignalen, zoals de kies- en de bezettoon.
Roterende omvormers zijn inmiddels verouderd: door de komst van vermogenselektronica kunnen sinds de jaren 70 van de vorige eeuw wisselrichters worden gemaakt die de bouwstenen zijn van inverters.
Naast de roterende omvormer bestond nog een type elektromechanische omvormer: de chopper (elektronica).

## Ander gebruik van de term motor-generator
In hybride auto's is ook een zogenoemde motor-generator te vinden. Men bedoelt daarmee dan geen samenstel van een motor en een generator, maar een enkele elektromotor die tevens als dynamo gebruikt kan worden, om de energie die tijdens het remmen vrijkomt terug te winnen.